# Fürth Hardhöhe (metropolitana di Norimberga)

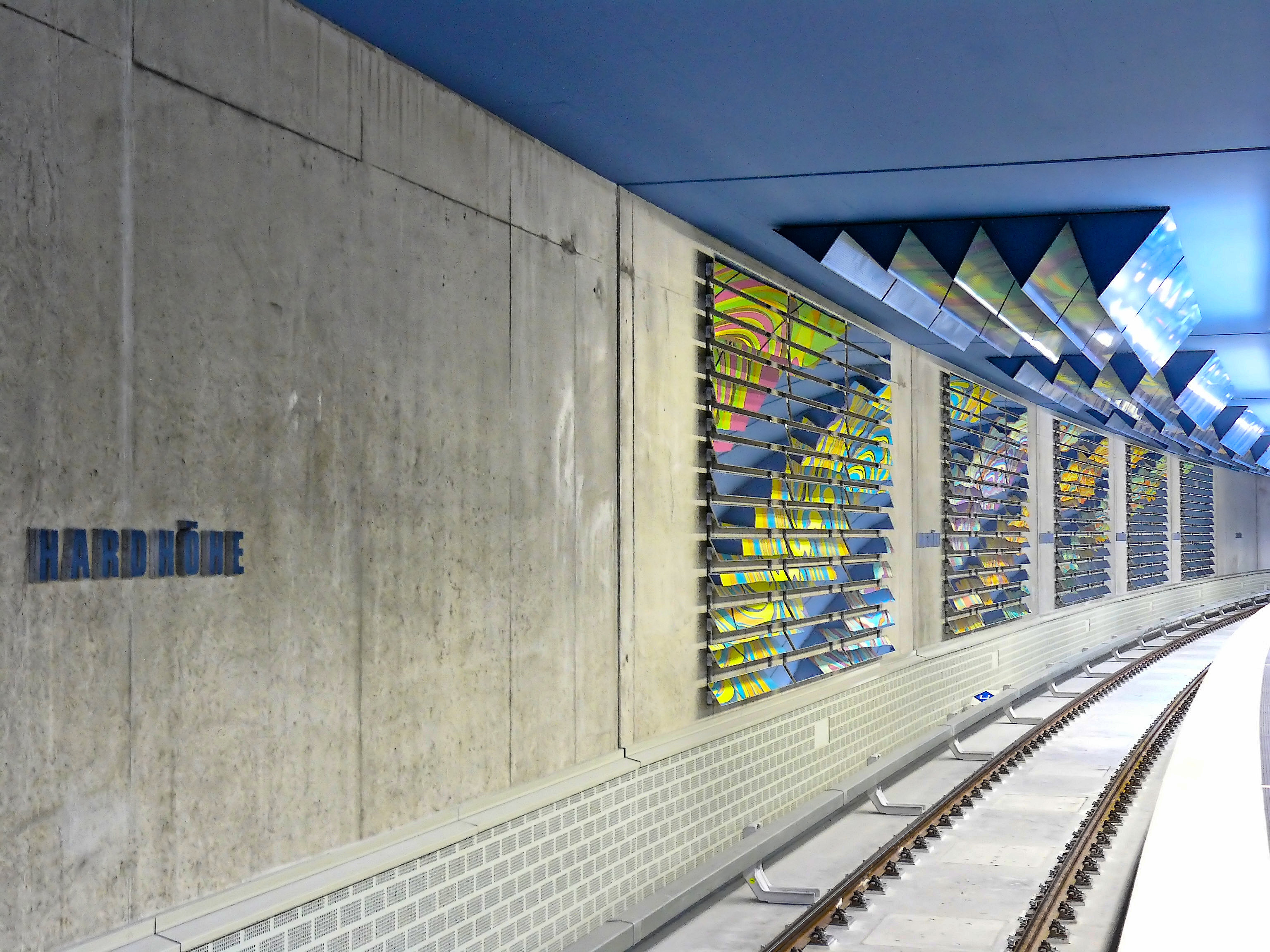
Decorazioni artistiche della fermata

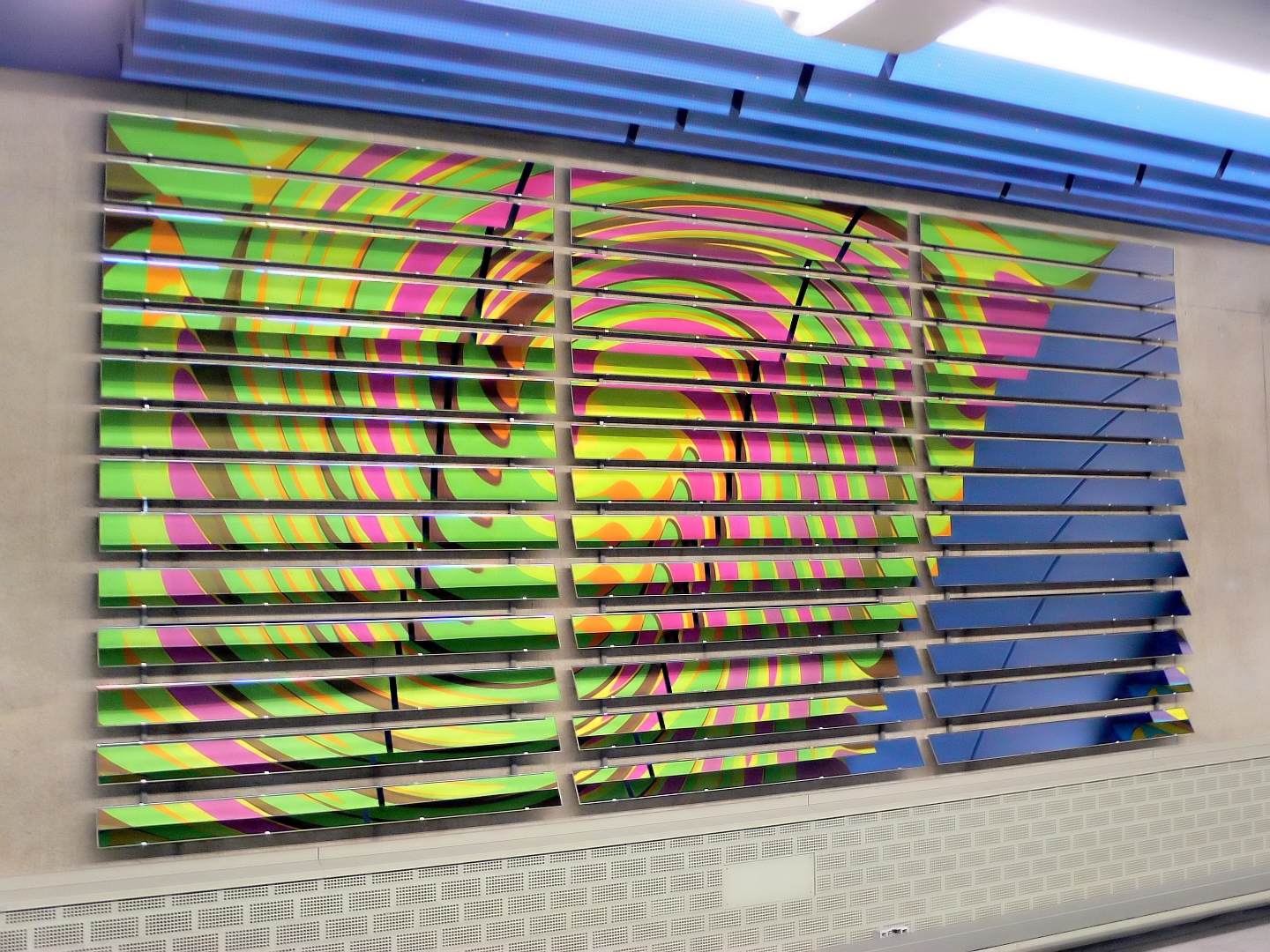
Dettaglio di una decorazione

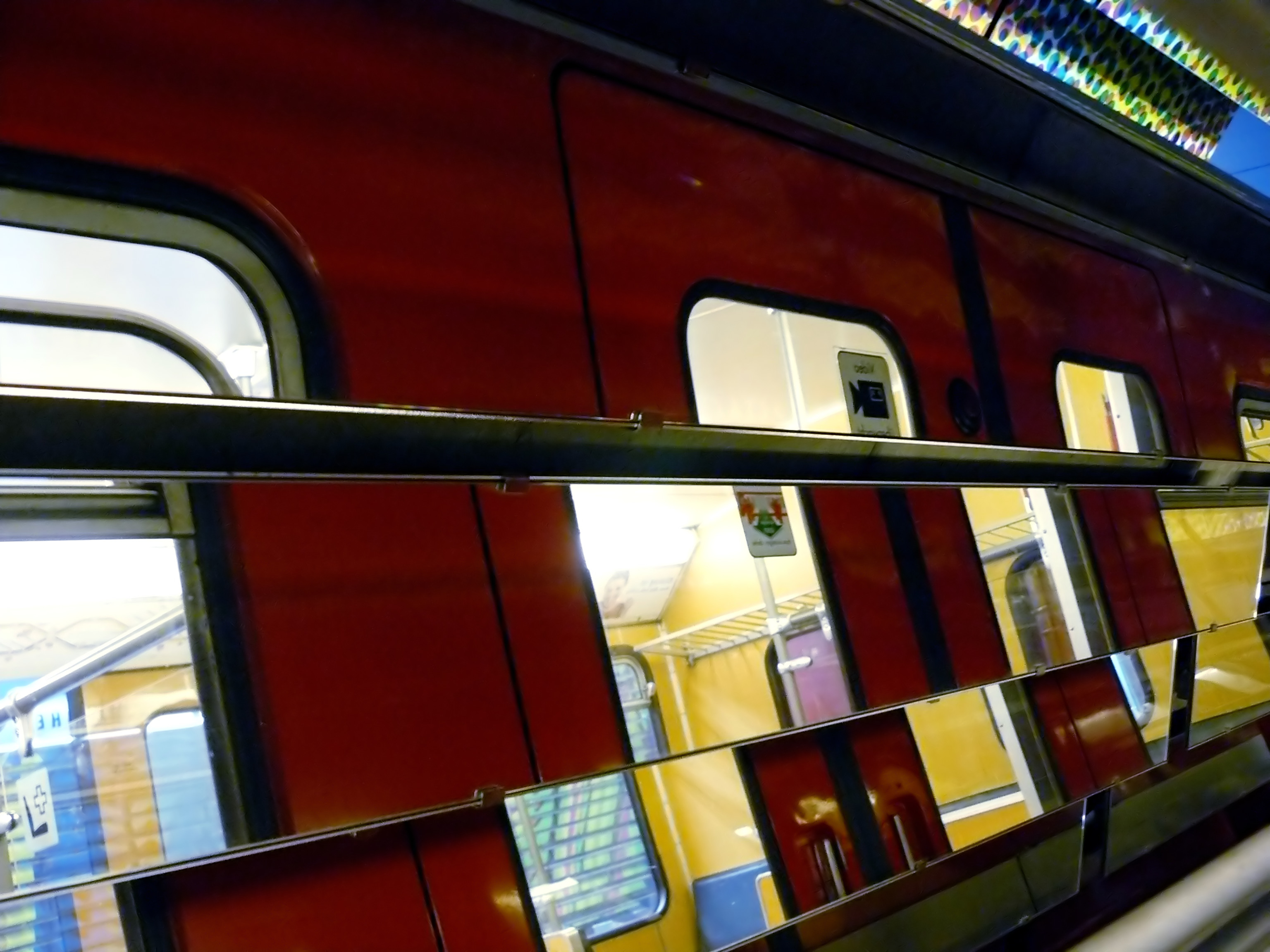
Dettaglio delle decorazioni a specchio

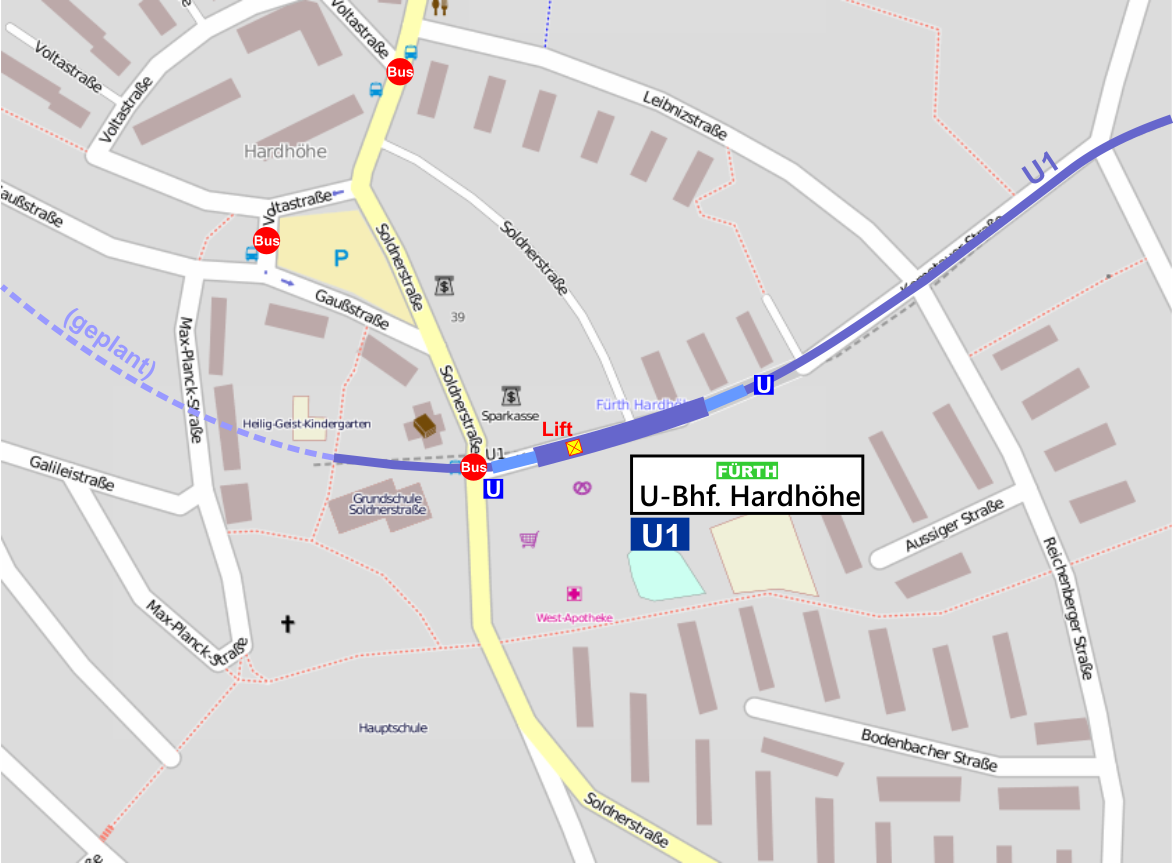
Mappa dell'area servita

Fürth Hardhöhe (talora abbreviata in "HF") è la quarantunesima stazione realizzata per la metropolitana di Norimberga e serve la linea U1.
L'impianto fu inaugurato l'8 dicembre 2007 e dista 910 metri dalla stazione da Hospital Fuerth, precedente capolinea della linea U1. All'estremità ovest della stazione il doppio binario proveniente da Langwasser Sudprosegue quale asta di manovra e ricovero per convogli da due elementi.
La stazione prende il nome per la posizione centrale rispetto al sobborgo di Fürth, che risale aegli anni cinquanta.

## Posizione
La stazione si trova nel quartiere Hardhöhe e si estende al di sotto del terreno in orientamento est-ovest con una leggera curva a destra in corrispondenza della strada tra Leibnitz e Komotauer Soldnerstraße. Dalle piattaforme è possibile accedere direttamente sulla superficie. Un sistema di ascensori collega la piattaforma occidentale con la strada Komotauer. A lungo termine, è previsto un progetto di ulteriore ampliamento della linea U1 verso Kieselbühl.

## Architettura
I lavori di costruzione della stazione, lunga 187 m, iniziarono il 28 giugno 2005 e furono attuati mediante sistema misto: cantiere a cielo aperto per la realizzazione del solettone di copertura e successivo scavo del volume sotterraneo.
Per la progettazione architettonica fu coinvolto il Dipartimento di architettura dell'Università di Norimberga, presso la quale venne bandito un concorso di design vinto dallo studente Dong Guanni. Con l'aiuto dei professori Ethelbert Hörmann e Ortwin Michl, nonché dell'architetto Werner Kittel, fu ideato un insieme di decorazioni che ricordano la produzione di specchi per cui era nota Fürth. La stazione è illuminata da cinque lucernari e anche l'ascensore possiede una cabina di vetro: la luce naturale conferisce grande luminosità agli spazi, le cui pareti sono rivestite lamine a specchi che creano contrasti di luci e di colori; il soffitto è dipinto in colore Blu. La piattaforma è dotata di un rivestimento che riflette la luce delle lastre di vetro, cosicché a seconda della sua posizione l'utente- spettatore osserva un diverso colore.

## Collegamenti
La stazione, servita dalla linea U1, trova in superficie, corrispondenza con la fermata delle autolinee urbane 171 e N9 (notturna).